# Élections locales britanniques de 1968 à Londres
Les élections locales britanniques de 1968 ont lieu le 9 mai 1968 en Angleterre. À Londres, 1 863 conseillers d'arrondissement sont à élire.

## Résultats

### Global
| Parti | Parti                    | Conseils | Conseils | Sièges | Sièges |
| Parti | Parti                    | Élus     | +/-      | Élus   | +/-    |
| ----- | ------------------------ | -------- | -------- | ------ | ------ |
|       | Parti conservateur       | 28       | +19      | 1 438  | +770   |
|       | Parti travailliste       | 3        | -17      | 350    | -668   |
|       | Association de résidents | 0        | =        | 36     | -13    |
|       | Indépendant              | 0        | =        | 26     | +15    |
|       | Parti libéral            | 0        | =        | 10     | -6     |
|       | Autres                   | 0        | =        | 3      | =      |
|       | Conseil sans majorité    | 1        | -2       |        |        |
| Total | Total                    | 32       | 32       | 1 863  | 1 863  |

### Par arrondissement

Résultats à Londres.

| Conseil                | Majorité sortante | Majorité sortante | Majorité élue | Majorité élue |
| ---------------------- | ----------------- | ----------------- | ------------- | ------------- |
| Barking                |                   | Travailliste      |               | Travailliste  |
| Barnet                 |                   | Conservateur      |               | Conservateur  |
| Bexley                 |                   | Travailliste      |               | Conservateur  |
| Brent                  |                   | Travailliste      |               | Conservateur  |
| Bromley                |                   | Conservateur      |               | Conservateur  |
| Camden                 |                   | Travailliste      |               | Conservateur  |
| Croydon                |                   | Sans majorité     |               | Conservateur  |
| Ealing                 |                   | Travailliste      |               | Conservateur  |
| Enfield                |                   | Travailliste      |               | Conservateur  |
| Greenwich              |                   | Travailliste      |               | Conservateur  |
| Hackney                |                   | Travailliste      |               | Conservateur  |
| Hammersmith            |                   | Travailliste      |               | Conservateur  |
| Haringey               |                   | Travailliste      |               | Conservateur  |
| Harrow                 |                   | Conservateur      |               | Conservateur  |
| Havering               |                   | Sans majorité     |               | Conservateur  |
| Hillingdon             |                   | Travailliste      |               | Conservateur  |
| Hounslow               |                   | Travailliste      |               | Conservateur  |
| Islington              |                   | Travailliste      |               | Conservateur  |
| Kensington and Chelsea |                   | Conservateur      |               | Conservateur  |
| Kingston upon Thames   |                   | Conservateur      |               | Conservateur  |
| Lambeth                |                   | Travailliste      |               | Conservateur  |
| Lewisham               |                   | Travailliste      |               | Conservateur  |
| Merton                 |                   | Sans majorité     |               | Conservateur  |
| Newham                 |                   | Travailliste      |               | Sans majorité |
| Redbridge              |                   | Conservateur      |               | Conservateur  |
| Richmond upon Thames   |                   | Conservateur      |               | Conservateur  |
| Southwark              |                   | Travailliste      |               | Travailliste  |
| Sutton                 |                   | Conservateur      |               | Conservateur  |
| Tower Hamlets          |                   | Travailliste      |               | Travailliste  |
| Waltham Forest         |                   | Travailliste      |               | Conservateur  |
| Wandsworth             |                   | Travailliste      |               | Conservateur  |
| Westminster            |                   | Conservateur      |               | Conservateur  |